# 松元雅和
松元 雅和（まつもと まさかず、1978年 - ）は、日本の政治学者、日本大学法学部政治経済学科教授。政治学、政治哲学、平和学、ゼミを担当。

## 来歴
東京都生まれ。2001年慶應義塾大学法学部卒業。英国ヨーク大学大学院政治学研究科政治哲学専攻修士課程修了。 2007年慶大大学院法学研究科政治学専攻博士課程修了、「リベラルな多文化主義 その可能性と方法をめぐる政治理論的考察」で博士（法学）。2010年島根大学教育学部講師、准教授、2013年関西大学政策創造学部准教授。2013年『平和主義とは何か』で石橋湛山賞受賞。

## 著書
- 『リベラルな多文化主義』慶應義塾大学出版会 叢書21COE-CCC多文化世界における市民意識の動態 2007
- 『平和主義とは何か 政治哲学で考える戦争と平和』中公新書 2013
- 『応用政治哲学 方法論の探究』風行社 2015
- 『人口問題の正義論』1-27,93-110頁 世界思想者 2019
- 『正義論―ベーシックスからフロンティアまで』「家族と教育」「戦争」「人口」法律文化社 2019
- 『公共の利益とは何か──公と私をつなぐ政治学』日本経済評論社　2021

### 翻訳
- マイケル・ウォルツァー『戦争を論ずる 正戦のモラル・リアリティ』駒村圭吾,鈴木正彦共訳 風行社 2008
- デイヴィッド・レオポルド,マーク・スティアーズ編著『政治理論入門 方法とアプローチ』山岡龍一共監訳 慶應義塾大学出版会 2011

## 論文
- ＜松元雅和